# Radiodiscus amdenus
Radiodiscus amdenus é uma espécie de gastrópode  da família Charopidae.
É endémica do Brasil.